# Khui
Khui fou un faraó suposadament de la dinastia IX o de la dinastia X, o bé un príncep local d'algun lloc entre Herakleòpolis i Tebes, conegut només per una gran piràmide al lloc de Dara, a 30 km al nord d'Asyut, a l'Egipte mitjà.
La piràmide de Khui fou excavada a mitjan segle XX pel francès Weill. Al començament, no era clar si era una piràmide o una mastaba esglaonada; la base té 130 metres i això la fa una de les grans piràmides, just després de la piràmide esglaonada de Djoser; la construcció està totalment en ruïnes i potser no es va arribar a acabar; el mur exterior té 4 metres d'alt. A la cambra d'enterrament, no s'hi va trobar res. En un bloc de pedra, es va trobar gravat el nom de Khui. La seva tomba es va trobar al sud de la piràmide amb una pintura amb ofrenes, i el seu nom era escrit en un cartutx; la tomba té un corredor al costat nord, primer horitzontal i obert i després descendent per acabar en una cambra simple d'enterrament, a uns 9 metres de fons; probablement, es va reutilitzar pedra de les tombes properes de la dinastia VI. Queden restes del que sembla un temple mortuori.